# Élections régionales de 1986 en Bavière
Les élections régionales de 1986 en Bavière (en allemand : Landtagswahl in Bayern 1986) se tiennent le 12 octobre 1986, afin d'élire les 204 députés de la 11e législature du Landtag.

## Mode de scrutin
Le Landtag est constitué de 204 députés (en allemand : Mitglied des Landtags, MdL), élus pour une législature de quatre ans au suffrage universel direct et suivant le scrutin proportionnel de Hare.
Chaque électeur dispose de deux voix : la première lui permet de voter pour un candidat de sa circonscription (en allemand : Stimmkreisstimme), selon les modalités du scrutin uninominal majoritaire à un tour, le Land comptant un total de 105 circonscriptions ; la seconde voix (en allemand : Wahlkreisstimme) lui permet de voter en faveur d'une liste de candidats présentée par un parti au niveau de son district.
Lors du dépouillement, l'intégralité des 204 sièges est répartie en fonction du total des premières et secondes voix récoltées, à condition qu'un parti ait remporté 10 % des voix au niveau d'au moins un district. Si un parti a remporté des mandats au scrutin uninominal, ses sièges sont d'abord pourvus par ceux-ci.
Dans le cas où un parti obtient plus de mandats au scrutin uninominal que la proportionnelle ne lui en attribue, la taille du Landtag est augmentée jusqu'à rétablir la proportionnalité.

## Résultats

### Voix et sièges
|                                   | Union chrétienne-sociale en Bavière (CSU)  | Union chrétienne-sociale en Bavière (CSU)  | 3 142 094 | 54,94 | 103 | 10            | 3 191 640 | 56,63 | 25 | 6 333 734  | 55,78 | 128 | 5             |  |  |  |
|                                   | Parti social-démocrate d'Allemagne (SPD)   | Parti social-démocrate d'Allemagne (SPD)   | 1 608 353 | 28,12 | 2   | 10            | 1 510 771 | 26,81 | 59 | 3 119 124  | 27,47 | 61  | 10            |  |  |  |
|                                   | Les Verts (Grünen)                         | Les Verts (Grünen)                         | 425 136   | 7,43  | 0   | en stagnation | 429 217   | 7,62  | 15 | 854 353    | 7,52  | 15  | 15            |  |  |  |
|                                   | Parti libéral-démocrate (FDP)              | Parti libéral-démocrate (FDP)              | 225 029   | 3,93  | 0   | en stagnation | 203 761   | 3,62  | 0  | 428 790    | 3,78  | 0   | en stagnation |  |  |  |
|                                   | Les Républicains (REP)                     | Les Républicains (REP)                     | 171 693   | 3,00  | 0   | en stagnation | 171 302   | 3,04  | 0  | 342 995    | 3,02  | 0   | en stagnation |  |  |  |
|                                   | Parti écologiste-démocrate (ÖDP)           | Parti écologiste-démocrate (ÖDP)           | 40 166    | 0,70  | 0   | en stagnation | 36 508    | 0,65  | 0  | 76 674     | 0,68  | 0   | en stagnation |  |  |  |
|                                   | Parti bavarois (BP)                        | Parti bavarois (BP)                        | 41 570    | 0,73  | 0   | en stagnation | 30 237    | 0,54  | 0  | 71 807     | 0,63  | 0   | en stagnation |  |  |  |
|                                   | Parti national-démocrate d'Allemagne (NPD) | Parti national-démocrate d'Allemagne (NPD) | 30 183    | 0,53  | 0   | en stagnation | 27 982    | 0,50  | 0  | 58 165     | 0,51  | 0   | en stagnation |  |  |  |
|                                   | Autres                                     | Autres                                     | 34 185    | 0,60  | 0   | en stagnation | 34 414    | 0,61  | 0  | 68 599     | 0,60  | 0   | en stagnation |  |  |  |
|                                   |                                            |                                            |           |       |     |               |           |       |    |            |       |     |               |  |  |  |
| Votes valides                     | Votes valides                              | Votes valides                              | 5 718 664 |       |     |               | 5 635 735 |       |    | 11 354 399 |       |     |               |  |  |  |
| Votes blancs et nuls              |                                            |                                            |           |       |     |               |           |       |    |            |       |     |               |  |  |  |
| Total                             | Total                                      | Total                                      |           | 100   | 105 | en stagnation |           | 100   | 99 |            | 100   | 204 | en stagnation |  |  |  |
| Abstentions                       |                                            |                                            |           |       |     |               |           |       |    |            |       |     |               |  |  |  |
| Nombre d'inscrits / participation |                                            |                                            |           |       |     |               |           |       |    |            |       |     |               |  |  |  |